# Росарио Сентрал
Клуб Атлетико Росарио Сентрал (на испански: Club Atlético Rosario Central) е аржентински футболен отбор от град Росарио, провинция Санта Фе.

## История
Клубът е основан на 24 декември 1889 г. от английски служители на британска железопътна компания, собственик по това време на железопътната инфраструктура в Аржентина. Отначало носи името „Централен аржентински клуб на железничарите атлети“ (на испански Central Argentine Railway Athletic Club), а първият президент е британецът Колин Калдер. През 1903 г. компанията мести седалището си в Буенос Айрес и името на клуба официално е променено на Атлетико Росарио Сентрал. Първоначално отборът играе в местната лига на Росарио, докато през 1939 г. не се присъединява към Аржентинската лига. Оттогава датира и историческото дерби с другия градски съперник Нюелс Олд Бойс. През 1942 и отново през 1951 г. Росарио Сентрал на два пъти изпада в Сегунда, но се връща отново в елита още на следващия сезон. През сезон 1974-75 Росарио привлича националния нападател Марио Кемпес който по-късно ще стане световен шампион и голмайстор на Световното първенство в Аржентина през 1978 г.. През 1980 г. Росарио печели третата си титла от Кампеонато Насионал и придобива прозвището си „La Sinfónica“ (Симфоничният оркестър), причина за който е красивият футбол практикуван от клуба в ония години. Следват няколко неубедителни сезона и през 1985 г. клуба изпада, но още на следващата година се завръща в първа дивизия и печели аржентинското първенство за сезон 1986-87. Това за Росарио е първата и единствена шампионска титла по футбол на Аржентина. През 1995 г., Росарио Сентрал печели Копа КОНМЕБОЛ като побеждава на финала бразилския Атлетико Минейро. През 1998 г. играе още един финал от същия турнир, но го губи от Сантош с 0:0 и 0:1. През 1975 г. клуба е полуфиналист от турнира за Копа Либертадорес след като завършва втори в групата си след бъдещия носител на трофея Индепендиенте.

## Стадион
Стадионът носи името на Д-р Лисандро де ла Туре виден аржентински политик, роден и живял в Росарио. Намира се в едноименния квартал в североизточната част на Росарио. Открит е на 27 октомври 1929 г. и след множество реформи достига до капацитет 41 654 зрители. През периода 1974-77 година стадиона претърпява най-голямата си реконструкция като част от подготовката за Световното първенство през 1978 г.. На него Нац. отбор на Аржентина играе трите си срещи от втора групова фаза преди да триумфира с трофея от турнира.

## Успехи
- Примера Дивисион (1): 1986-87
- Кампеонато Насионал (3): 1971, 1973, 1980
- Сегунда дивисион (3): 1942, 1951, 1985
- Копа КОНМЕБОЛ (1): 1995
  - Финалист (1): 1998
- Копа Либертадорес
  - Полуфиналист (1): 1975

## Известни бивши футболисти
- Сезар Луис Меноти
- Марио Кемпес
- Кристиан „Кили“ Гонсалес
- Кларънс Акуня
- Пауло Ферари
- Херман Пиетробон
- Маркос Чарас
- Анхел ди Мария
- Роберто Абондансиери
- Диего Латоре
- Рудолфо Арубарена
- Роберто Бонано
- Гилермо Бурдисо
- Даниел Карневали
- Хосе Чамот
- Сезар Делгадо
- Лучо Фигероа
- Хуан Карлос Ередия
- Селсо Аяла
- Рамиро Кастильо
- Хулио Сезар Кортес
- Рубен да Силва
- Пабло Лима

## Бивши треньори
- Дьорд Орт
- Сезар Луис Меноти
- Алфио Базиле
- Омар Сивори
- Рейналдо Мерло